# Gürçubuk, Alacakaya
Gürçubuk là một xã thuộc huyện Alacakaya, tỉnh Elâzığ, Thổ Nhĩ Kỳ. Dân số thời điểm năm 2011 là 352 người.